# Leptanthura chiltoni
Leptanthura chiltoni är en kräftdjursart som först beskrevs av Frank Evers Beddard 1886.  Leptanthura chiltoni ingår i släktet Leptanthura och familjen Leptanthuridae.
Artens utbredningsområde är havet kring Nya Zeeland. Inga underarter finns listade i Catalogue of Life.